# Pauline Stafford
Pour les articles homonymes, voir Stafford.
Pauline Stafford est un historienne et universitaire britannique. Elle est professeure émérite d'histoire médiévale à l'université de Liverpool et professeure invitée à l'université de Leeds. Elle a été vice-présidente de la Royal Historical Society.

## Biographie
Pauline Stafford fait ses études d'histoire médiévale à Oxford. Sa thèse de doctorat sur Æthelred le Malavisé est réalisée sous la direction de l'historien français Pierre Chaplais (en).
Son travail porte sur l'histoire des femmes et du genre en Angleterre du VIIIe au début du XIIe siècle, et  l'histoire franque aux VIIIe et IXe siècles. Elle s’intéresse également aux Chroniques anglo-saxonnes d'après Alfred.

## Publications

### Ouvrages
- Queens, Concubines and Dowagers. The Kings's Wife in the Early Middle Ages, Athens, 1983  (ISBN 0820306398).
- The East Midlands in the early Middle Ages. Leicester, 1985  (ISBN 0718511980).
- Unification and conquest. A political and social history of England in the tenth and eleventh centuries, 1989  (ISBN 0713165324)[3].
- Queen Emma and Queen Edith: queenship and women's power in eleventh-century England, Oxford and Cambridge (MA), Blackwell Publishers, 1997.
- Gender, Family and the Legitimation of Power: England from the Ninth to Early Twelfth Century Variorum Collected Studies Series, Ashgate, Aldershot, 2006,  (ISBN 0860789942).
- A Companion to the Early Middle Ages. Britain and Ireland c. 500-c. 1100, Chichester, Wiley-Blackwell (« Wiley-Blackwell Companions to British History », vol. 2), 2009, rééd. brochée, 2013, 572 p.[4]
- After Alfred: Anglo-Saxon Chronicles and Chroniclers, 900-1150, Oxford, Oxford University Press, 2020,  (ISBN 0198859643)

### Articles
- « Sons and mothers. Family Politics in the Early Middle Ages », dans Derek Baker (dir.), Medieval Women, Oxford, Blackwell, 1981 (ISBN 9780631125396), p. 79-100.
- « The king's wife in Wessex 800-1066 », Past and Present, 1981, 91: 3-27.
- « The portrayal of royal women in England, mid-tenth to mid-twelfth centuries », In J.C. Parsons (dir.) Medieval queenship, Stroud, Sutton, 1993. 143-67, 217-20.
- « Women and the Norman Conquest », Transactions of the Royal Historical Society, 1994, 6th series, Vol 4:221-249.
- « Queens, nunneries and reforming churchmen. Gender, religious status and reform in tenth- and eleventh-century England », Past and Present, 1999, 163: 3-35.
- « Political women in Mercia, eighth to early tenth centuries », In  M.P. Brown and C.A. Farr (dir.), Mercia. An Anglo-Saxon kingdom in Europe, Londres, Leicester University Press, 2001, p. 35-49.
- « Political ideas in late tenth-century England. Charters as evidence », In P. Stafford, J. Nelson and J. Martindale (dir.), Law, laity and solidarities. Essays in honour of Susan Reynolds, Manchester, Manchester University Press, 2001, p. 68-82,
- « Writing the Biography of Eleventh-Century Queens », in David Bates, Julia Crick et Sarah Hamilton (dir.), Writing Medieval Biography, 750-1250: Essays in Honour of Frank Barlow, Woodbridge, Boydell Press, 2006. p. 99-109.
- « The Anglo-Saxon Chronicles, identity and the making of England », Haskins Society Journal, 2007, 19: 28-50.
- « “The Annals of Æthelflæd”. Annals, History and Politics in Early Tenth-Century England », dans Julia Barrow & Andrew Wareham (dir.), Myth, rulership, church and charters. Essays in honour of Nicholas Brooks, Aldershot: Ashgate, 2008, 101-16.